# Список міністрів закордонних справ Албанії

## Міністри закордонних справ Албанії
1. Ісмаїл Кемаль-бей — (1912–1913);
2. Мифіт Лібохова — (1913–1914);
3. Турхан-паша Перметі — (1914);
4. Пренг Біб Дода — (1914);
5. Мифіт Лібохова — (1918–1920);
6. Мехмет Коніца — (1920);
7. Іліаз Вріоні — (1920–1921);
8. Панделі Евангелі — (1921);
9. Фан Стіліан Нолі — (1921);
10. Джафер Вілла — (1921);
11. Фан Стіліан Нолі — (1921–1922);
12. Панделі Евангелі — (1922–1924);
13. Іліаз Вріоні — (1924);
14. Сулейман Дельвіна — (1924);
15. Іліаз Вріоні — (1924–1925);
16. Гьєрдь Колечі — (1925);
17. Мифіт Лібохова — (1925);
18. Хісен Вріони — (1925–1927);
19. Іліаз Вріони — (1927–1929);
20. Рауф Фіко — (1929–1931);
21. Хісен Вріоні — (1931–1932);
22. Джафер Вілла — (1933–1935);
23. Фуат Асллані — (1935–1936);
24. Екрем Лібохава — (1936–1939);
25. Міхаїл Шерко — (1939);
26. Джеміль Діно — (1939–1941);
27. Мехмет Коніца — (1943–1944);
28. Бахрі Омарі — (1944);
29. Екрем Влора — (1944);
30. Ібрахім Бікачу — (1944).
31. Омер Нішані — (1944–1946);
32. Енвер Ходжа — (1946–1953);
33. Бешар Тілла — (1953–1966);
34. Несті Нейс — (1966–1982);
35. Рейс Малілі — (1982–1991);
36. Мухамет Капллані — (1991);
37. Ілір Бочка — (1991–1992);
38. Альфред Серреки — (1992–1996);
39. Трітан Шеху — (1996–1997);
40. Ариан Старова — (1997);
41. Паскаль Міло — (1997–2001);
42. Арта Даде — (2001–2002);
43. Ілір Мета — (2002–2003);
44. Луан Хайдарага — (2003);
45. Кастріот Ісламі — (2003–2005);
46. Беснік Мустафай — (2005–2007);
47. Лулзім Баша — (2007–2009);
48. Ілір Мета — (2009–2010);
49. Едмонд Хаджинасто — (2010–2012);
50. Едмонд Панаріті — (2012–2013);
51. Альдо Бумчі — (2013);
52. Дітмір Бушаті — (2013–2019);
53. Еді Рама — (2019–2020);
54. Ольта Джачка — (2021)